# I. e. 294
Évszázadok: i. e. 4. század – i. e. 3. század – i. e. 2. század
Évtizedek: i. e. 340-es évek – i. e. 330-as évek – i. e. 320-as évek – i. e. 310-es évek – i. e. 300-as évek – i. e. 290-es évek – i. e. 280-as évek – i. e. 270-es évek – i. e. 260-as évek – i. e. 250-es évek – i. e. 240-es évek
Évek: i. e. 299 – i. e. 298 – i. e. 297 – i. e. 296 –  i. e. 295 – i. e. 294 – i. e. 293 – i. e. 292 – i. e. 291 – i. e. 290 – i. e. 289

## Események

### Hellenisztikus birodalmak
- II. Antipatrosz anyja meggyilkolása után elűzi öccsét és uralkodótársát, V. Alexandroszt. Alexandrosz Démétriosz segítségét kéri, aki megbuktatja Antipatroszt, majd maga foglalja el a makedón trónt, Alexandroszt pedig meggyilkoltatja.
- Pürrhosz épeiroszi király a makedón trónviszályt kihasználva megszállja a határterületeket.
- Lüszimakhosz elismeri Démétrioszt királynak, cserébe megtarthatja a korábban tőle elfoglalt kis-ázsiai városokat.
- Démétriosz hosszas ostrom után elfoglalja Athént, amely felszabadítóként ünnepli őt a korábbi zsarnok, Lakharész elmenekülése után. Spárta megpróbálja lerázni a makedón uralmat, de Démétriosz Mantineiánál legyőzi az V. Arkhidamosz vezette spártai sereget.
- Szeleukosz társuralkodójául fogadja fiát, Antiokhoszt és feleségül adja hozzá saját feleségét, Sztratonikét (Démétriosz lányát), akibe Antiokhosz annyira beleszeretett, hogy szerelmi bánata már az életét veszélyeztette.
- Ptolemaiosz teljesen elfoglalja a fellázadt Ciprust.

### Róma
- Lucius Postumius Megellust és Marcus Atilius Regulust választják consulnak, mindketten a szamnisz háborút kapják.
- M. Atilius táborán rajtaütnek a szamniszok, megölik a quaestort és nagy veszteségeket okoznak, mire sikerül visszaszorítani őket.
- L. Postumius elfoglalja Milioniát és a lakosai által kiürített Feretrumot.
- A szamniszok ostrom alá veszik Luceriát. M. Amilius döntetlen csatát vív velük, másnap pedig a szamniszok kis híján megfutamítják a rómaiakat, a consul fegyverrel kergeti vissza a menekülőket; végül nagy veszteségek árán megnyeri az ütközetet.
- L. Postumius feldúlja az etruszkok földjeit. Volsinii, Perusia és Arretium békét kér.[1]

## Halálozások
- V. Alexandrosz makedón király

## Fordítás
- Ez a szócikk részben vagy egészben  a(z)   294 v. Chr. című német Wikipédia-szócikk ezen változatának fordításán alapul.  Az eredeti cikk szerkesztőit annak laptörténete sorolja fel. Ez a jelzés csupán a megfogalmazás eredetét és a szerzői jogokat jelzi, nem szolgál a cikkben szereplő információk forrásmegjelöléseként.